# Tejosari (Ngablak)
Tejosari is een bestuurslaag in het regentschap Magelang van de provincie Midden-Java, Indonesië. Tejosari telt 2964 inwoners (volkstelling 2010).